# Jakob Kreidl
Jakob Kreidl (ur. 16 sierpnia 1952 w Dürnbach, dziś Fischbachau w Niemczech) – niemiecki polityk (CSU).

## Edukacja
Jakob Kreidl uczęszczał w latach 1958-1965 do szkoły podstawowej w Elbach, a w latach 1965-1969 do szkoły średniej w Miesbach. Następnie ukończył Fachoberschule w Rosenheim i kontynuował naukę w szkole wyższej w Dieburgu (Fachhochschule Dieburg), którą ukończył w roku 1974 z tytułem inżyniera. W latach 1996–2000 Kreidl studiował na Uniwersytecie Bundeswehry w Monachium, gdzie w 2005 obronił pracę doktorską.

## Afera plagiatowa
W kwietniu 2013 r. platforma internetowa Vroniplag poinformowała, że Kreidl popełnił plagiat w swojej rozprawie doktorskiej. W obliczu zarzutów plagiatu Kreidl zapewnił 27 marca 2013 r., że „dokładnie zbadał i określił źródła zgodnie z regulaminem studiów doktoranckich”.  11 kwietnia przyznał, że „niestety popełnił wiele błędów”. Berthold Meyer i Peter Schlotter oświadczyli 17 kwietnia 2013 roku, że w doktoracie Kreidla stwierdzają „celowe naruszenia praw autorskich”. Przez niewielkie zmiany w strukturze i w tekście swojej pracy Kreidl próbował ukryć kopiowanie treści z innych prac.
Uniwersytet odebrał mu stopień doktora w dniu 12 grudnia 2013 r. Uzasadniono to faktem, że praca nie była niezależnym osiągnięciem naukowym, a zatem nie była rozprawą doktorską. Kreidl złożył oświadczenie pod przysięgą w 2005 r., że sam napisał pracę. Oszczędzono mu jednak postępowań karnych, gdy plagiat został upubliczniony w 2013 roku. Oficjalne postępowanie dyscyplinarne przeciwko Kreidlowi ze strony rządu Górnej Bawarii zostało umorzone.

## Kariera
Pu ukończeniu studiów Kreidl pracował w Deutsche Bundespost (Wydział Telekomunikacji). W latach 1990–1994 był burmistrzem swojego rodzinnego miasta Fischbachau. Od 19 października 1994 r. do 30 kwietnia 2008 r. był posłem bawarskiego parlamentu. W gabinecie Günthera Becksteina Kreidl pełnił funkcję ministra spraw wewnętrznych. W kwietniu 2008 r. zrezygnował z mandatu parlamentarnego. Jego kariera polityczna zakończyła się w 2014 r., po ujawnieniu wielu afer. Rozprawa sądowa zakończyła się ukaraniem go w roku 2019.